# Oceaniphisis tongaensis
Oceaniphisis tongaensis är en insektsart som beskrevs av Jin, Xingbao 1992. Oceaniphisis tongaensis ingår i släktet Oceaniphisis och familjen vårtbitare. Inga underarter finns listade i Catalogue of Life.